# Пассмур, Джордж
Джордж Уильям Пассмур (англ. George William Passmore; 24 августа 1889, Сент-Луис, Миссури — 22 сентября 1952, Флориссант, Миссури) — американский игрок в лакросс, серебряный призёр летних Олимпийских игр 1904 года.
На Играх 1904 года в Сент-Луисе Пассмур входил в состав сборной США. Его команда сначала выиграла у индейцев могавков, но затем проиграла канадской сборной и получила серебряные медали.
Вместе с ним на Играх выступал его брат Уильям Пассмур.